# Sandra Pareja
Sandra Pareja es una actriz de teatro y guionista ecuatoriana, que se dio a conocer por su participación en la serie televisiva Mis adorables entenados de Ecuavisa, donde interpretó a Maribel, una chica enamorada del protagonista Felipe Vera, interpretado por Oswaldo Segura. Inició su carrera actoral a los 16 años en el grupo de teatro El Juglar, y ha sido parte del Teatro El Ángel con el grupo La Mueca. Ha participado en series como Súbete a mi taxi de Telesistema.

## Biografía

### Inicios en el teatro
Sandra Pareja recibió clases de actuación a finales de los años 70 a la edad de 16 años en El Juglar, grupo de teatro al que ingresó luego de una invitación inicialmente, sin embargo permaneció al enamorarse del teatro. En aquel entonces Sandra recibía 5.000 sucres por ser alumna, ya que el grupo inculcan a sus estudiantes el amor al teatro, con dicho dinero Sandra le compró una radiograbadora a su madre. En el grupo permaneció durante 15 años.

### Carrera
Pareja intentó estudiar otras carreras sin que la termine de convencer, cursando a medias las carreras de química bióloga y química farmacéutica. Realizó sus estudios de 5 años de arte dramático en la Universidad Nacional de Cuyo en Mendoza, Argentina. También se dedica a la docencia en escuelas, colegios y universidades, además de impartir clases de expresión corporal para instituciones y empresas.
A lo largo de su carrera artística, Pareja siempre ha formado parte de las producciones teatrales del grupo La Mueca junto a Oswaldo Segura, Amparo Guillén, Héctor Garzón y Andrés Garzón, en el Teatro El Ángel.
Su debut en televisión fue en 1987, en la serie costumbrista de Ecuavisa, Mis adorables entenados, donde interpretó a Maribel la Virola, quien tiene una desviación en sus ojos y es la vecina de la familia Vera, misma que está perdidamente enamorada de Felipe Vera, interpretado por Oswaldo Segura. Dicho papel lo volvió a interpretar en los años 90 para Mis adorables entenados con billete, una continuación de la serie anterior pero para la cadena Telesistema. En ese mismo canal fue parte de la serie Súbete a mi taxi y Rosendo Presidente, donde en este último interpretó nuevamente a Maribel. A inicios de la década del 2000 fue parte de la serie cómica Visa para un sueño de Ecuavisa. También formó parte de los sketches de La escuelita del programa de farándula Vamos Con Todo.
En 2008 interpretó a Yuli Bajaña en El Garañón del millón de TC Televisión. Ese mismo año presentó la obra de teatro Ovarios.
Entre 2010 y 2020 forma parte de la revista matinal El club de la mañana de RTS, donde interpretó a una reportera sensual llamada Sarota, y con el pasar de los años, hasta la actualidad, personifica a Sarita Piedad "Doña Sari", una anciana extrovertida, atrevida y jocosa.

### Vida personal
Sandra está casada con Jorge Ballesteros, con quien tienen una hija llamada Mía.

## Teatro
- El Juglar
- La Mueca
- Ovarios

## Televisión

### Series y Telenovelas
- (2022) Pepe el mecánico
- (2008) El Garañón del millón - Yuli
- (2006) Rosendo Presidente - Maribel "La Virola"
- (2001) Visa para un sueño
- (1997-1999) Súbete a mi taxi - Maribel "La Virola"
- (1995-1997) Mis adorables entenados con billete - Maribel "La Virola"
- (1989-1991) Mis adorables entenados - Maribel "La Virola"

### Programas
- (2018) La fiesta del gol
- (2009-2020) El club de la mañana - Sarita Piedad "Doña Sari"
- (2004-2008) Vamos Con Todo
- (1999) El Show de Felipe